# Groupware

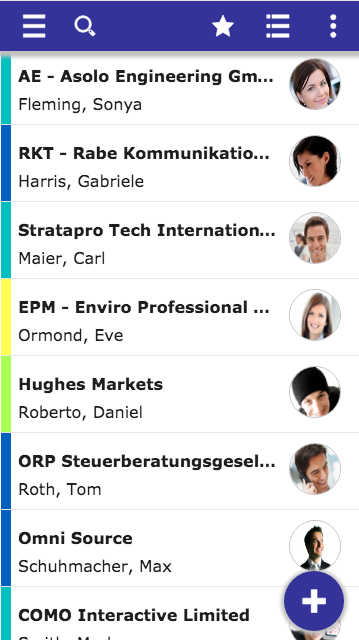
Capture d'écran d'une application mobile collaborative.

Un groupware ou collecticiel est un logiciel qui permet à un groupe de personnes de partager des documents à distance pour favoriser le travail collaboratif.

## Définition
Pour Peter et Trudy Johnson-Lenz, qui a créé le terme anglais dans les années 70, le « groupware est l'ensemble des processus et procédures d'un groupe de travail devant atteindre un objectif particulier, plus les logiciels conçus pour faciliter ce travail de groupe ».
Johansen de l'institut du futur, considère que groupware est le terme générique désignant « les aides informatiques spécialisées qui sont conçues pour être utilisées par des groupes de travail collaboratifs. En général, ces groupes sont de petites équipes axées sur des projets qui sont face à des tâches complexes et à des délais serrés ». Il insiste en outre sur le soutien aux processus de groupe procuré par ces outils.
En 2006, la sociologue Isabelle Comptet note que le groupware est un dispositif sociotechnique, notamment utilisé dans le domaine professionnel, qui permet de nouvelles formes d’organisation du travail, éventuellement collaborative et asynchrone, mais toujours dans une double logique permettant à la fois la créativité et la formalisation, à la fois l'autonomie et le contrôle.

## Objectifs
- Avec des mises en dossiers automatisées, la communication par le courriel seul devient vite ingérable.
- Les newsgroups tels qu'on les trouve sur Usenet représentent un progrès, mais l'accès à l'information y est insuffisamment structuré.
- De simples fichiers partagés deviennent vite trop complexes à gérer.
- Il est indispensable de disposer d'un mécanisme permettant de partager un calendrier, des listes de tâches à accomplir (avec possibilité de les déléguer) assorties de dates butoirs, et d'organiser de façon automatique des réunions par consultation automatique des plages libres de chacun (avec réservation automatique de la salle de réunion ou des salles de téléconférence également). Avec les Wikis, on peut maintenant faire travailler de manière asynchrone et sans les réunir et sans qu'elles aient besoin de se connaître des personnes construisant collaborativement un même document (livre, scenario, cours universitaire, cahier des charges, plan, carte, etc.).

## Les différents types de groupe
- Les groupes de travail peuvent être de deux types : ouverts (toute personne intéressée peut s'y joindre) ou fermés (la liste en est constituée par un ou plusieurs administrateurs et remaniée seulement par eux). Il reste toujours la possibilité d'envoyer un courriel à un administrateur pour être admis dans le groupe si celui-ci est visible.

- Un petit groupe peut aussi être visible ou invisible à ceux qui n'en sont pas membres. Un groupe travaillant par exemple à la mise au point d'un prototype stratégique peut ne pas souhaiter rendre son activité publique.

- Enfin, des groupes peuvent être aussi fermés en ce qui concerne l'écriture, mais ouverts en ce qui concerne la lecture (quand l'avancement d'un groupe de travail est rendu public pour solliciter des suggestions) ou bien l'inverse (si l'on ouvre une sorte de hot-line électronique, chacun pourra y écrire, mais les membres du groupe de support seuls pourront dans un premier temps les lire, pour des questions de respect de la confidentialité des questions).

### Différenciation groupe distant/virtuel
La notion de groupe de travail repose sur la complémentarité, la solidarité et l'interdépendance de ses membres. La présence simultanée des membres comme moyen de coordination est, selon les groupes, nécessaire mais non exclusive ou exclusive.
- Les groupes adoptant les groupwares comme moyen supplémentaire et non pas exclusif de coordination sont considérés comme des groupes distants.

- Les groupwares permettant cependant des interactions entre membres du groupe, ils ont ouvert la porte à des groupes de travail utilisant ceux-ci comme seul moyen de coordination. Les groupes s'engageant ainsi dans de fréquentes interactions exclusivement à l'aide des groupware sont appelés groupes virtuels.

## Diversité des solutions
Une distinction des solutions de groupware peut s'effectuer sur le type d'aide fourni par ces systèmes.
En premier lieu on trouve des technologies fournissant des aides à la communication. Celles-ci permettent aux membres du groupe de communiquer, d'échanger et de mémoriser plus facilement les informations.
On trouve cependant des solutions différentes des premières dans le sens où elles proposent en complément des assistances à la résolution de problèmes. En effet certains groupwares offrent des fonctionnalités de recherche d'idées, d'aide à la modélisation, de traitement de modèles par simulation… Dans ce cas, on peut parler de système d'aide à la décision de groupe.

## Classification

### Selon la dimension communication-décision-collaboration
Les logiciels de groupe peuvent se distinguer sur divers aspects, dont les dimensions de communication, de coordination et de collaboration. La première offre aux utilisateurs du groupware l'échange d'information, la coordination définit les acteurs, identifie les activités et tâches et en désigne les responsables. Enfin, la dimension de collaboration regroupe les résultantes d'une activité de groupe (un document, modèle…).
Ces trois dimensions peuvent être d'importance variable en fonction du groupware choisi. Les logiciels d'édition collaborative (gestion de document, gestionnaire de contrôle de version…) sont ainsi très axés sur la collaboration, les logiciels de partage de calendrier (entre autres) sur la coordination et les clients de visioconférence favorisent la communication.

### Selon les dimensions espace-temps
|                  | Même moment | Moments différents                        |
| ---------------- | --- | ----------------------------------------- |
| Même lieu        | - Trello - JIRA - Wunderlist (Listing des tâches)                                                                                             | - Gestion de documents (Dropbox, GDrive…) |
| Lieux différents | - Visioconférence (Microsoft Skype, Google Hangouts…) - Messagerie instantanée (Jabber, HipChat, ICQ…) - Audioconférence (Mumble, TeamSpeak…) | - E-mail (Gmail, Outlook…)                |

L'outil de groupware « même lieu / même temps » aide l'animateur de la réunion à rendre celle-ci vivante, à couvrir les différents points de l'ordre du jour, à veiller à ce que tous les participants soient impliqués, à prendre des décisions par vote, à maintenir l'anonymat lorsque celui-ci est important, etc. On retrouve dans cette catégorie des outils informatiques d'aide à la génération, l'enregistrement et l'interaction d'idées, et sur le plan général, l'organisation de réunions : les tableaux blancs électroniques, les salles électroniques, les PC et projecteur d'écran, les systèmes d'aide à la décision de groupe.
« Même lieu / temps différents » est un domaine du groupware qui traite du moyen de[Quoi ?] chercher ou d'accéder à l'information dans des « entrepôts » d'informations partagés tels que les bases de données, les services en ligne, les serveurs d'information sur Internet. À l'aide d'un réseau local, les personnes peuvent travailler individuellement dans leur bureau et apporter leur contribution à des moments différents selon leur disponibilité. Ils peuvent ainsi s'appuyer sur les systèmes de gestion de documents (GED), les kiosques, les tableaux d'affichage ou des post-it électroniques.
La catégorie « lieux différents / même temps » emploie de nombreuses technologies, surtout des outils de télécommunication. Plus la distance est grande, plus elle coûte. La capacité de surmonter ces problèmes constitue un avantage compétitif décisif : les téléconférences, les visioconférences, les liaisons satellites, les PC à écran partagé.
Enfin, la situation « lieux différents / temps différents » définit les produits qui transportent l'information. On peut citer comme technologies dans cette catégorie : la messagerie électronique, la messagerie en général, le routage des formulaires. Dans le cas de la messagerie, l'information circule entre différents lieux (les boîtes aux lettres) à des moments différents.

## Groupwares notoires

### Plateformes de groupware
- ContactOffice
- Atlassian Confluence
- Atlassian JIRA
- Novell GroupWise
- IBM Notes - IBM Domino (anciennement Lotus Software)
- Padlet (mur virtuel de travail collaboratif)
- Oracle Communications Unified Communications Suite
- Mailfence
- Microsoft Office 365, dont
  - Microsoft SharePoint (plateforme)
  - Microsoft Teams (travail en groupes)
- Workplace by Facebook (en)
- Alinto
- Jalios
- Jamespot
- Slack
- Talkspirit
- Whaller
- Wimi
- Agora-project
- BlueMind
- eGroupWare
- Nextcloud
- Horde
- Kolab
- OpenGoo
- Open-Xchange
- phpGroupWare
- SOGo
- Teamlab
- Zimbra

### Outils orientés tâches
- BitBucket (gestion et partage de code source)
- Dropbox
- GitHub (gestion et partage de code source)
- Google Drive
- Google Code
- Skype
- LibreSource (wiki)
- OBM (agenda + annuaire de contacts)
- Tox (logiciel de voip équivalent à Skype)

### Outils orientés métiers
- Efficy
- Knowledge Plaza
- MFinnov